# Joe Bizera
Joe Émerson Bizera Bastos, född 17 maj 1980 i Artigas, är en uruguayansk fotbollsspelare. Han har spelat bland annat för Peñarol och för Cagliari i Italien. Den 25 januari 2008 lånades han ut till israeliska Maccabi Tel Aviv FC. Han spelade 2009–2010 för PAOK FC i den grekiska Superligan.
Bizera var uttagen till det uruguayanska landslaget som deltog i VM 2002.